# 台北円環
座標: 北緯25度03分14秒 東経121度30分52秒 / 北緯25.05389度 東経121.51444度
台北円環（たいぺいえんかん）は台湾台北市大同区に位置していた飲食商業施設。南京西路・寧夏路・重慶北路が交差する場所のロータリーに設けられた建物で、旧称の建成円環は所在地の旧行政区域名称である建成区に由来する。2017年以後は緑地となり、市民に開放されている。

## 概要

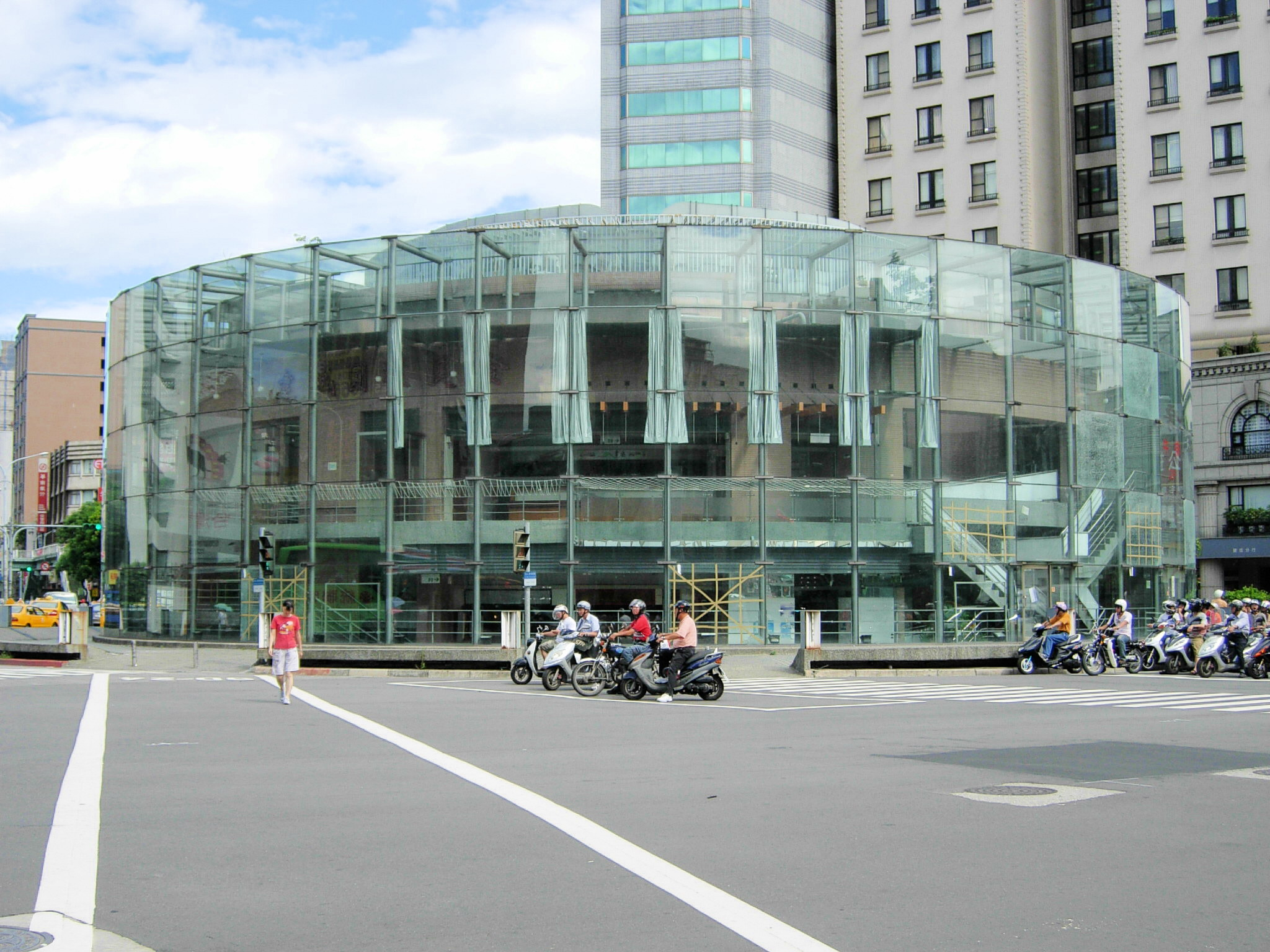
2003年から2016年までの円環の建物

前身は日本統治時代の1908年（明治41年）、大通りが交差する地点に形成された円形の小型公園で、円公園と呼んだ。その後淡水線開通に伴い大稲埕地区の中心地として屋台街が形成された。
太平洋戦争が始まると、1943年（昭和18年）の台北大空襲以降は防空用貯水池とされたが、日本の敗戦に伴い屋台街として復活、1980年代までは台北市のランドマークとされた。しかし台北市の商業中心地が頂好地区に移ると円環の商業的地位が下落、1993年（民国81年）及び1999年（民国88年）に発生した火災により荒廃すると10年にわたり放置された。
2002年（民国91年）に馬英九が台北市長に就任すると、設計士の李祖原の協力を得て2億台湾ドルを投資し建成円環美食館を建設、屋台型飲食店を中心としての再開発を目指した。しかし以前入店していた人気店は荒廃期間中に自己資金で外部で開業しており円環への再出店が行われず、二階部分がまったく利用されないばかりか、一階の20店舗のスペースに僅か6店しか入店しない状況となり、経営が立ち行かない状況となり、2006年7月2日に営業を正式に終了した。
2008年（民国97年）、台北市政府は建成円環を台北円環と改称、2009年6月22日に内部の改装を行い再開業した。しかしテナント出店した華旭公司とのテナント料について市政府側と摩擦が発生、2011年（民国100年）5月1日に閉店、2012年（民国101年）4月9日に余湘及聯広集団により再度営業が再開されたが、再び円環の将来像を巡る論争が起こり、2015年に市長の柯文哲は、2016年7月以降の余湘及聯広集団との契約更新は行わないとした。
2016年7月に管理が台北市政府に移って以降、建物の取り壊しが行われ、2017年7月に緑地や噴水のある公園に生まれ変わった。建設の過程で再発見された、戦時中の防空貯水池の跡も公園の一部として保存されている。